# 어도비 이미지레디
어도비 이미지레디(Adobe ImageReady)는 약 10년 동안 어도비 시스템즈가 어도비 포토샵에 장착한 비트맵 그래픽 편집기이다. 이미지레디는 C++ 프로그래밍 언어로 작성되었다. 1998년부터 2007년까지 윈도우와 맥 OS X 플랫폼에서 사용할 수 있었으며 그 뒤로 개발이 중단되었다.
이미지레디는 포토샵보다 기능이 더 적은데, 다른 응용 프로그램들을 위한 효과에 집중된 그래픽 편집이 아닌, 웹 그래픽의 빠른 편집을 위해 설계되었다. 끝으로, 이미지레디는 움직이는 GIF 제작, 그림 압축 최적화, 그림 잘라내기 및 롤오버 효과, HTML 생성 기능 등이 추가되었다.
이 제품이 제공되는 동안 포토샵 도구 상자는 이미지레디로 빠르게 연결할 수 있는 기능이 추가되어 있었다. Jump to ImageReady(이미지레디로 이동) 단추를 누르면 현재의 그림을 이미지레디에서 편집할 수 있다가 되돌리기 단추를 눌러서 포토샵으로 되돌아올 수 있었다.
이미지레디 도구 상자는 포토샵의 도구 상자와 비슷하다. 다만 포토샵에 포함되지 않은 도구 상자도 포함되어 있는데, 다음과 같다:
- Toggle Image Map Visibility(이미지 맵 보이기/숨김) 및 Toggle Slice Visibility(슬라이스 보이기/숨김) 도구
- Export Animation Frames as Files(애니메이션 프레임을 파일로 내보내기) 옵션
- Preview Document(문서 미리 보기) 도구
- Preview in Default Browser(기본 브라우저로 미리 보기) 도구
- Jump to Photoshop(포토샵으로 이동) 버튼

## 출시 역사
| 출시 | 버전 #     | 출시일      | 기본 포함 버전            |
| ---- | ---------- | ----------- | ------------------------- |
| 1차  | v1.0       | 1998년 7월  | 없음 (단독 제품으로 출시) |
| 2차  | v2         | 1999년 7월  | 포토샵 5.5                |
| 3차  | v3         | 2000년 10월 | 포토샵 6.0                |
| 4차  | v7         | 2002년 2월  | 포토샵 7.0                |
| 5차  | v8 ("CS")  | 2003년 10월 | 포토샵 8.0 CS             |
| 6차  | v9 ("CS2") | 2005년 5월  | 포토샵 9.0 CS2            |